# Ligue des champions féminine de l'EHF 2021-2022
Navigation
Ligue des champions 2020-2021 Ligue des champions 2022-2023
La saison 2021-2022 de la Ligue des champions féminine de l'EHF est la 61e édition de la compétition, anciennement Coupe d'Europe des clubs champions. Organisée par l'EHF, elle met aux prises 16 équipes européennes dans un nouveau format.

## Équipes participantes
Le 21 juin 2021, la Fédération européenne de handball (EHF) a communiqué la liste des 20 équipes (affiliées à 13 fédérations nationales différentes) ayant postulé pour participer à la compétition.
Parmi celles-ci, 10 équipes sont directement qualifiées : les championnats nationaux affiliées aux neuf premières fédérations du classement EHF, ainsi que le Győri ETO KC car la Fédération hongroise avait reçu une place supplémentaire pour sa première place du classement EHF.
| Rang EHF | Championnat | Club                    | Statut        |
| -------- | ----------- | ----------------------- | ------------- |
| 1        | Hongrie     | Ferencváros TC          | Champion      |
| 1        | Hongrie     | Győri ETO KC            | Vice-champion |
| 2        | Russie      | CSKA Moscou             | Champion      |
| 3        | Danemark    | Odense Håndbold         | Champion      |
| 4        | Roumanie    | CSM Bucarest            | Champion      |
| 5        | France      | Brest Bretagne Handball | Champion      |
| 6        | Norvège     | Vipers KristiansandT    | Champion      |
| 7        | Monténégro  | ŽRK Budućnost Podgorica | Champion      |
| 8        | Allemagne   | Borussia Dortmund       | Champion      |
| 9        | Croatie     | ŽRK Podravka Koprivnica | Champion      |

Pour les 6 places restantes, 10 équipes ont formulé une demande de participation. Ceux-ci sont alors évalués sur la base de plusieurs critères différents (salle, possibilités de diffusion TV, spectateurs, résultats dans les compétitions européennes passées, produits dérivés et numérique). À noter que le MKS Zagłębie Lubin, vainqueur du championnat de Pologne (13e au classement EHF), et les clubs classées au delà du 15e rang n'ont pas formulé de demande de participation. Le 29 juin 2021, l'EHF a communiqué la liste des six équipes retenues, les quatre autres équipes étant reversées en Ligue européenne.
| Rang EHF | Championnat | Club                     | Statut            | Décision                        |
| -------- | ----------- | ------------------------ | ----------------- | ------------------------------- |
| 2        | Russie      | Rostov-Don               | Vice-champion     | Retenu                          |
| 3        | Danemark    | Team Esbjerg             | Vice-champion     | Retenu                          |
| 4        | Roumanie    | CS Minaur Baia Mare      | Vice-champion     | Non retenu                      |
| 5        | France      | Metz Handball            | Vice-champion     | Retenu                          |
| 6        | Norvège     | Storhamar Håndball       | Vice-champion     | Non retenu                      |
| 8        | Allemagne   | SG BBM Bietigheim        | Vice-champion     | Non retenu                      |
| 10       | Suède       | IK Sävehof               | 3e du Championnat | Retenu                          |
| 11       | Slovénie    | RK Krim                  | Champion          | Retenu                          |
| 12       | Tchéquie    | DHK Banik Most           | Champion          | Non retenu (équipe remplaçante) |
| 14       | Turquie     | Kastamonu Belediyesi GSK | Champion          | Retenu                          |

## Tour principal
Légende
- Qualifié pour les quarts de finale.
- Qualifié pour les huitièmes de finale.
- Éliminé de la compétition.

### Groupe 1
|   | Équipe                  | Pts | J  | G  | N | P  | Bp  | Bc  | Diff |  | Résultats (dom.\ext.)   | Esbj  | Rost  | FTC   | Bres  | Buca  | Dort  | Podg  | Kopr  |
| - | ----------------------- | --- | -- | -- | - | -- | --- | --- | ---- |  | ----------------------- | ----- | ----- | ----- | ----- | ----- | ----- | ----- | ----- |
| 1 | Team Esbjerg            | 23  | 14 | 10 | 3 | 1  | 412 | 346 | 66   |  | Team Esbjerg            |       | 25-18 | 33-27 | 28-28 | 22-21 | 34-24 | 35-20 | 30-17 |
| 2 | Rostov-Don              | 21  | 14 | 10 | 1 | 3  | 362 | 302 | 60   |  | Rostov-Don              | 25-27 |       | 19-20 | 26-24 | 10-0  | 37-27 | 30-20 | 34-23 |
| 3 | Ferencváros TC          | 19  | 14 | 8  | 3 | 3  | 378 | 372 | 6    |  | Ferencváros TC          | 31-31 | 25-25 |       | 28-27 | 31-30 | 23-21 | 26-22 | 33-27 |
| 4 | Brest Bretagne Handball | 17  | 14 | 8  | 1 | 5  | 392 | 365 | 27   |  | Brest Bretagne Handball | 26-23 | 18-29 | 30-25 |       | 24-21 | 31-25 | 25-21 | 35-22 |
| 5 | CSM Bucarest            | 15  | 14 | 7  | 1 | 6  | 365 | 342 | 23   |  | CSM Bucarest            | 29-29 | 27-30 | 27-21 | 29-30 |       | 33-29 | 30-22 | 29-21 |
| 6 | Borussia Dortmund       | 9   | 14 | 4  | 1 | 9  | 391 | 399 | -8   |  | Borussia Dortmund       | 29-32 | 25-31 | 25-25 | 30-27 | 22-25 |       | 30-34 | 38-14 |
| 7 | ŽRK Budućnost Podgorica | 6   | 14 | 3  | 0 | 11 | 337 | 407 | -70  |  | ŽRK Budućnost Podgorica | 25-36 | 19-25 | 26-30 | 30-28 | 20-28 | 29-34 |       | 27-21 |
| 8 | ŽRK Podravka Koprivnica | 2   | 14 | 1  | 0 | 13 | 334 | 438 | -104 |  | ŽRK Podravka Koprivnica | 26-27 | 22-23 | 29-33 | 28-39 | 31-36 | 24-32 | 29-22 |       |

### Groupe 2
|   | Équipe                   | Pts | J  | G  | N | P  | Bp  | Bc  | Diff |  | Résultats (dom.\ext.)    | Győr  | Vip   | Metz  | Mosc  | Oden  | Krim  | Säv   | Kast  |
| - | ------------------------ | --- | -- | -- | - | -- | --- | --- | ---- |  | ------------------------ | ----- | ----- | ----- | ----- | ----- | ----- | ----- | ----- |
| 1 | Győri ETO KC             | 26  | 14 | 13 | 0 | 1  | 471 | 354 | 117  |  | Győri ETO KC             |       | 35-29 | 39-30 | 32-22 | 27-26 | 40-27 | 41-19 | 37-20 |
| 2 | Vipers Kristiansand      | 20  | 14 | 10 | 0 | 4  | 435 | 370 | 65   |  | Vipers Kristiansand      | 30-29 |       | 25-31 | 24-27 | 31-27 | 37-20 | 34-25 | 39-25 |
| 3 | Metz Handball            | 19  | 14 | 9  | 1 | 4  | 413 | 375 | 38   |  | Metz Handball            | 29-33 | 23-18 |       | 24-32 | 38-31 | 27-27 | 35-21 | 33-25 |
| 4 | CSKA Moscou              | 16  | 14 | 7  | 2 | 5  | 375 | 372 | 3    |  | CSKA Moscou              | 23-27 | 28-32 | 27-26 |       | 21-28 | 21-21 | 29-28 | 34-27 |
| 5 | Odense Håndbold          | 15  | 14 | 7  | 1 | 6  | 405 | 386 | 19   |  | Odense Håndbold          | 26-31 | 27-32 | 21-27 | 27-27 |       | 26-24 | 37-24 | 37-29 |
| 6 | RK Krim                  | 10  | 14 | 4  | 2 | 8  | 362 | 381 | -19  |  | RK Krim                  | 26-31 | 26-27 | 28-29 | 24-21 | 19-24 |       | 32-18 | 36-28 |
| 7 | IK Sävehof               | 6   | 14 | 3  | 0 | 11 | 351 | 461 | -110 |  | IK Sävehof               | 25-31 | 23-42 | 28-31 | 23-32 | 31-37 | 29-28 |       | 28-26 |
| 8 | Kastamonu Belediyesi GSK | 0   | 14 | 0  | 0 | 14 | 349 | 462 | -113 |  | Kastamonu Belediyesi GSK | 22-38 | 24-35 | 20-30 | 29-31 | 25-31 | 23-24 | 26-29 |       |

## Phase à élimination directe

### Huitièmes de finale
Les huitièmes de finale aller ont eu lieu les 26 et 27 mars 2022. Les matchs retour ont eu lieu la semaine suivante, les 2 et 3 avril.
| Équipe            | Aller   | Total   | Retour  | Équipe                  |
| ----------------- | ------- | ------- | ------- | ----------------------- |
| RK Krim           | 33 – 26 | 55 – 52 | 22 – 26 | Ferencváros TC          |
| Borussia Dortmund | 22 – 30 | 41 – 62 | 19 – 32 | Metz Handball           |
| Odense Håndbold   | 25 – 24 | 51 – 53 | 26 – 29 | Brest Bretagne Handball |
| CSM Bucarest      | 10 – 0  | 20 – 0  | 10 – 0  | CSKA Moscou             |

### Quarts de finale
Les quarts de finale aller ont eu lieu les 30 avril et 1er mai 2022. Les matchs retour ont eu lieu la semaine suivante, les 7 et 8 mai.
| Équipe                  | Aller   | Total   | Retour  | Équipe              |
| ----------------------- | ------- | ------- | ------- | ------------------- |
| CSM Bucarest            | 25 – 26 | 52 – 53 | 27 – 27 | Team Esbjerg        |
| Brest Bretagne Handball | 21 – 21 | 44 – 56 | 23 – 35 | Győri ETO KC        |
| Metz Handball           | 10 – 0  | 20 – 0  | 10 – 0  | Rostov-Don          |
| RK Krim                 | 25 – 32 | 49 – 65 | 24 – 33 | Vipers Kristiansand |

### Finale à quatre
La finale à quatre (ou en anglais : Final Four) est programmée les 4 et 5 juin 2022 dans le MVM Dome de Budapest en Hongrie
Un tirage au sort détermine les équipes qui s'affrontent en demi-finales.
|  | Demi-finales        | Demi-finales        | Demi-finales        | Demi-finales        |                               |              | Finale | Finale | Finale | Finale |
|  |                     |                     |                     |                     |                               |              |        |        |        |        |
|  |                     |                     |                     |                     |                               |              |        |        |        |        |
|  | Győri ETO KC        | Győri ETO KC        | 32                  | 32                  |                               |              |        |        |        |        |
|  | Győri ETO KC        | Győri ETO KC        | 32                  | 32                  |                               |              |        |        |        |        |
|  | Team Esbjerg        | Team Esbjerg        | 27                  | 27                  |                               |              |        |        |        |        |
|  | Team Esbjerg        | Team Esbjerg        | 27                  | 27                  | Győri ETO KC                  | Győri ETO KC | 31     | 31     |        |        |
|  |                     |                     |                     |                     | Győri ETO KC                  | Győri ETO KC | 31     | 31     |        |        |
|  |                     |                     | Vipers Kristiansand | Vipers Kristiansand | 33                            | 33           |        |        |        |        |
|  | Metz Handball       | Metz Handball       | Vipers Kristiansand | Vipers Kristiansand | 33                            | 33           | 27     | 27     |        |        |
|  | Metz Handball       | Metz Handball       |                     |                     |                               |              |        | 27     |        |        |
|  | Vipers Kristiansand | Vipers Kristiansand | 33                  | 33                  |                               |              |        |        |        |        |
|  | Vipers Kristiansand | Vipers Kristiansand | 33                  | 33                  | Match pour la troisième place |              |        |        |        |        |
|  |                     |                     |                     |                     |                               |              |        |        |        |        |
|  |                     |                     |                     |                     |                               |              |        |        |        |        |
|  | Team Esbjerg        | Team Esbjerg        | 26                  | 26                  |                               |              |        |        |        |        |
|  | Team Esbjerg        | Team Esbjerg        | 26                  | 26                  |                               |              |        |        |        |        |
|  | Metz Handball       | Metz Handball       | 32                  | 32                  |                               |              |        |        |        |        |
|  | Metz Handball       | Metz Handball       | 32                  | 32                  |                               |              |        |        |        |        |

### Détail des matchs
Demi-finales
| 4 juin 2022 15h15 CEST | Győri ETO KC         | 32 - 27   | Team Esbjerg  | MVM Dome, Budapest, Hongrie Arbitrage : Vranes, Wenninger |
| 4 juin 2022 15h15 CEST | Stine Bredal Oftedal | (15 - 15) | Vilde Ingstad | MVM Dome, Budapest, Hongrie Arbitrage : Vranes, Wenninger |
| 4 juin 2022 15h15 CEST | ×5                   | Rapport   | ×6            | MVM Dome, Budapest, Hongrie Arbitrage : Vranes, Wenninger |

| 4 juin 2022 18h00 CEST | Metz Handball    | 27 - 33   | Vipers Kristiansand  | MVM Dome, Budapest, Hongrie Arbitrage : Vujačić, Kažanegra |
| 4 juin 2022 18h00 CEST | Bruna de Paula 5 | (15 - 14) | Markéta Jeřábková 12 | MVM Dome, Budapest, Hongrie Arbitrage : Vujačić, Kažanegra |
| 4 juin 2022 18h00 CEST | ×2 ×1            | Rapport   | ×2                   | MVM Dome, Budapest, Hongrie Arbitrage : Vujačić, Kažanegra |

Match pour la 3e place
| 5 juin 2022 15h15 CEST | Team Esbjerg     | 26 - 32   | Metz Handball | MVM Dome, Budapest Hongrie Arbitrage : Prastalo, Balvan |
| 5 juin 2022 15h15 CEST | Henny Reistad 10 | (12 - 18) | Grâce Zaadi 7 | MVM Dome, Budapest Hongrie Arbitrage : Prastalo, Balvan |
| 5 juin 2022 15h15 CEST | ×2 ×5            |           | ×1 ×4         | MVM Dome, Budapest Hongrie Arbitrage : Prastalo, Balvan |

Finale
| 5 juin 2022 18h00 CEST | Győri ETO KC        | 31 - 33   | Vipers Kristiansand | MVM Dome, Budapest Hongrie Arbitrage : Merz, Kuttler |
| 5 juin 2022 18h00 CEST | Anne Mette Hansen 6 | (13 - 15) | Jana Knedlíková 7   | MVM Dome, Budapest Hongrie Arbitrage : Merz, Kuttler |
| 5 juin 2022 18h00 CEST | ×1                  |           | ×1 ×2               | MVM Dome, Budapest Hongrie Arbitrage : Merz, Kuttler |

## Les championnes d'Europe
| Champion d'Europe - Ligue des champions 2021-2022 Vipers Kristiansand 2e titre |

L'effectif du Vipers Kristiansand était :
- Gardiennes de but
  - 01  Andrea Austmo Pedersen
  - 12  Evelina Eriksson
  - 16  Katrine Lunde
- Ailières droites
  - 14  Tuva Ulsaker Høve
  - 37  Jana Knedlíková
- Ailières gauches
  - 02  Karoline Olsen
  - 10  Vilde Jonassen
  - 18  Mina Hesselberg
  - 27  Sunniva Næs Andersen
- Pivots
  - 20  Lysa Tchaptchet
  - 24  Hanna Yttereng
  - 31  Ana Debelić
  - 55  Heidi Løke
- Arrières gauches
  - 21  Ragnhild Valle Dahl
  - 25  Nerea Pena
  - 23  Zsuzsanna Tomori
  - 51  Markéta Jeřábková
- Demi-centres
  - 04  Tonje Refsnes
  - 13  Isabelle Gulldén
  - 22  Marta Tomac
- Arrières droites
  - 08  Karine Dahlum
  - 09  Nora Mørk
  - 11  Silje Waade
- Entraîneur
  -  Ole Gustav Gjekstad

## Statistiques et récompenses

### Meilleures marqueuses
Au terme de la compétition, les statistiques sont :
| Rang | Joueuse              | Club                      | Buts        |
| ---- | -------------------- | ------------------------- | ----------- |
| 1    | Cristina Neagu       | CSM Bucarest              | 110         |
| 2    | Nora Mørk            | Vipers Kristiansand       | 107         |
| 3    | Ana Gros             | CSKA Moscou/ RK Krim      | 104 (71+33) |
| 3    | Henny Reistad        | Team Esbjerg              | 104         |
| 5    | Grâce Zaadi          | Rostov-Don/ Metz Handball | 91 (76+15)  |
| 6    | Helene Fauske        | Brest Bretagne Handball   | 87          |
| 6    | Jamina Roberts       | IK Sävehof                | 87          |
| 8    | Jovanka Radičević    | Kastamonu Belediyesi GSK  | 86          |
| 9    | Alina Grijseels (en) | Borussia Dortmund         | 84          |
| 10   | Kristine Breistøl    | Team Esbjerg              | 79          |

### Meilleures joueuses
Le 3 juin 2022, à la veille du Final Four, l'EHF a dévoilé les meilleures joueuses de la compétition :
| Poste                     | Joueuse              | Club                    | %  |
| ------------------------- | -------------------- | ----------------------- | -- |
| Gardienne de but          | Laura Glauser        | Győri ETO KC            | -- |
| Ailière gauche            | Sanna Solberg        | Team Esbjerg            | -- |
| Arrière gauche            | Cristina Neagu       | CSM Bucarest            | -- |
| Demi-centre               | Stine Bredal Oftedal | Győri ETO KC            | -- |
| Pivot                     | Linn Blohm           | Győri ETO KC            | -- |
| Arrière droite            | Nora Mørk            | Vipers Kristiansand     | -- |
| Ailière droite            | Angela Malestein     | Ferencváros TC          | -- |
| Défenseur                 | Kari Brattset        | Győri ETO KC            | -- |
| Meilleure jeune           | Pauletta Foppa       | Brest Bretagne Handball | -- |
| Entraîneur                | Ambros Martín        | Győri ETO KC            | -- |
| MVP de la finale à quatre | Markéta Jeřábková    | Vipers Kristiansand     | -- |